# Piotr Bąk (językoznawca)
Piotr Bąk (ur. 1911 w Kramsku, zm. 3 października 2000) – polski językoznawca (doktor) i dydaktyk, nauczyciel, wykładowca Uniwersytetu Łódzkiego.

## Życiorys
Ukończył Państwowe Gimnazjum im. Mikołaja Kopernika w Łodzi, następnie studiował na Wolnej Wszechnicy Polskiej (Oddział w Łodzi), uzyskując w 1938 dyplom magistra filozofii na podstawie pracy z historii literatury. W 1962 obronił na Uniwersytecie Warszawskim rozprawę doktorską pt. Gwara okolic Kramska, przygotowaną pod kierunkiem prof. dr hab. Zdzisława Stiebera. Uczestniczył w dialektologicznych projektach badawczych (Mały atlas gwar polskich, Atlas językowy kaszubszczyzny i dialektów sąsiednich, Atlas językowy Śląska, Ogólnosłowiański atlas językowy, Słownik gwar polskich, Atlas gwar polskich), zbierając w terenie materiały gwarowe.
Był nauczycielem języka polskiego nieprzerwanie od 1930 aż do przejścia na emeryturę w 1988 (od 1930 – łódzkich szkół podstawowych, a od 1937 – szkół średnich). W czasie II wojny światowej prowadził tajne nauczanie – za działalność konspiracyjną był więziony. W latach 1960–1967 pracował dodatkowo w łódzkim Studium Nauczycielskim, gdzie wykładał gramatykę opisową i historyczną, dialektologię języka polskiego, metodykę nauczania, kulturę żywego słowa.
Od 1971, obok pracy w szkołach, był starszym wykładowcą w Instytucie Filologii Polskiej, następnie w Katedrze Historii Języka Polskiego i Filologii Słowiańskiej Uniwersytetu Łódzkiego, gdzie prowadził zajęcia z kultury żywego słowa.

## Nagrody naukowe i członkostwo w towarzystwach naukowych
Towarzystwo Miłośników Języka Polskiego nadało mu tytuł członka honorowego (był jego członkiem przez kilkadziesiąt lat).

## Publikacje
Był autorem publikacji językoznawczych oraz z zakresu kultury żywego słowa i metodyki nauczania języka polskiego, ogłaszanych w czasopismach: „Język Polski”, „Polonistyka”, „Poradnik Językowy”, a także w naukowych wydawnictwach ciągłych: „Rozprawy Komisji Językowej Łódzkiego Towarzystwa Naukowego” i „Zeszyty Naukowe Uniwersytetu Łódzkiego”.
Napisał i wydał dwie monografie naukowe i trzy wydawnictwa dydaktyczne:
- Słownictwo gwary okolic Kramska na tle kultury ludowej (Prace Językoznawcze, nr 20), Wrocław: Zakład Narodowy im. Ossolińskich, 1960 (monografia z doktoratu);
- Gwara okolic Kramska w powiecie konińskim (zarys fonetyki i słowotwórstwa), Wrocław: Zakład Narodowy im. Ossolińskich, 1968 (monografia z doktoratu);
- Nauka czytania i recytacji w wyższych klasach szkoły podstawowej, Warszawa: Państwowe Zakłady Wydawnictw Szkolnych, 1972, (wyd. 2 uzup., 1976; wyd. [3, nowe], 1984, ISBN 83-02-02040-0);
- Gramatyka języka polskiego. Zarys popularny, (Biblioteka Miłośników Języka), Warszawa: Państwowe Wydawnictwo Wiedza Powszechna, 1977  (obszerna książka pomocnicza dla uczniów, nauczycieli i miłośników języka polskiego) (ukazało się 15 wydań: 1977, 1978, 1979, 1984, 1986, 1987, 1989, 1993, 1995, 1997, 1999, 2004, 2007, 2010, 2016; od wyd. IV zmienionego wszystkie następne mają tę samą treść)
  - wyd. IV zm., Warszawa: Państwowe Wydawnictwo Wiedza Powszechna, 1984, ISBN 83-214-0265-8,
  - wyd. 15 [ostatnie], Warszawa: Wiedza Powszechna, 2016, ISBN 978-83-63556-63-1;
- Czytanie i recytacja w klasach początkowych, Warszawa: Wydawnictwa Szkolne i Pedagogiczne, 1984.